# Ignaz Königsberger

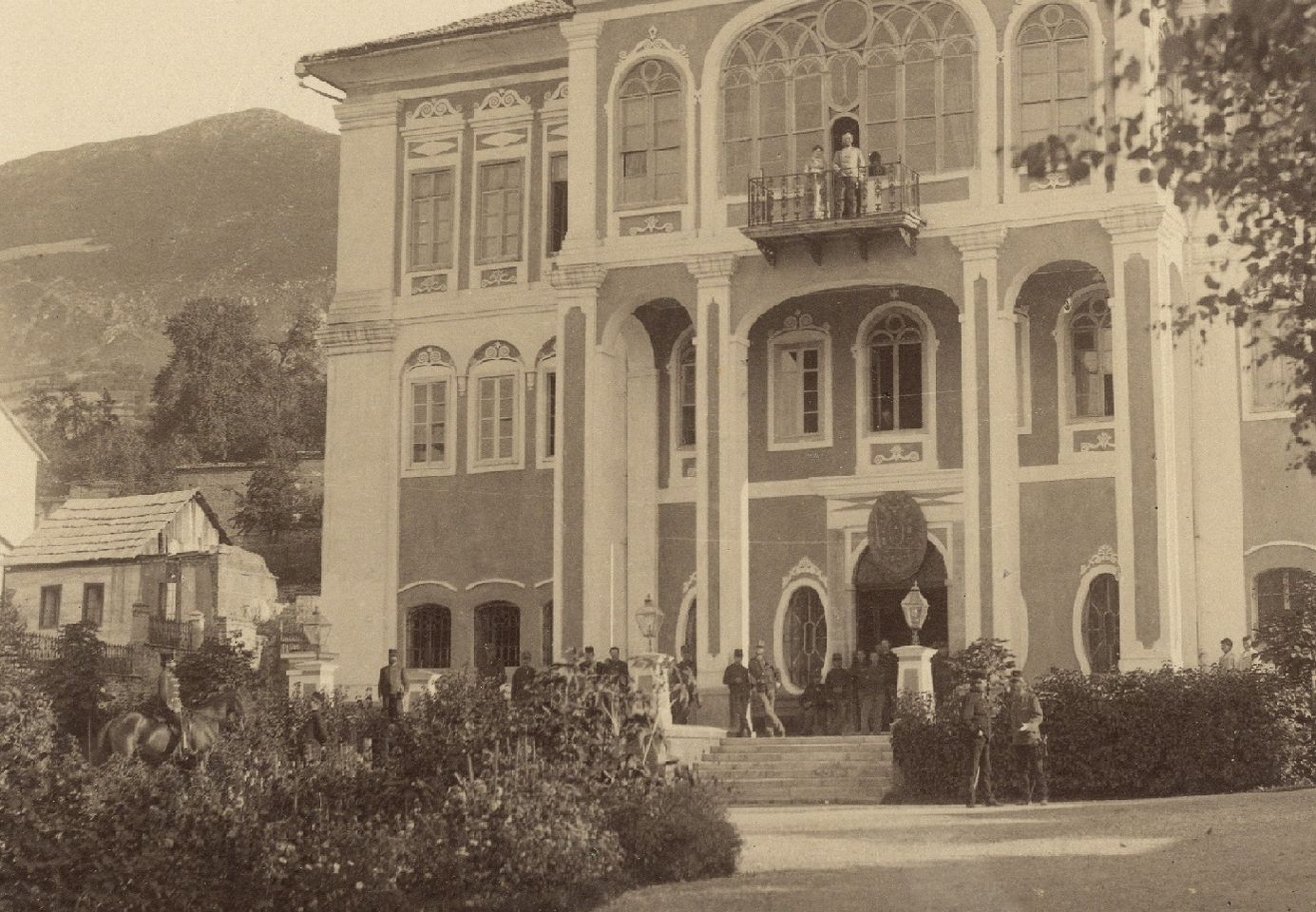
Der Konak in Sarajevo, Amtssitz des österreichisch-ungarischen Landeschefs für Bosnien und die Herzegowina, Oskar Potiorek. Das Bild ist wohl von 1892 und zeigt Michael von Appel.

Ignaz Königsberger (* 23. Dezember 1849 in Olmütz; † 20. Februar 1925 in Meran) war ein österreichischer Fotograf. Sein Werk umfasst fotografische Aufnahmen des Kondominium Bosnien und Herzegowina als Teil Österreich-Ungarns.

## Leben und Werk
Königsberger entstammte einer jüdischen Familie und war verheiratet. Im Zuge des Okkupationsfeldzugs in Bosnien gelangte er 1878 nach Sarajevo und eröffnete vor Ort ein Fotostudio und einen Verlag und fertigte eine ganze Reihe von Aufnahmen an.
Nach der Besetzung Bosniens durch die Donaumonarchie herrschte in Sarajevo eine rege Bautätigkeit. Sarajevo erhielt ein neues Gepräge durch die Arbeit von Architekten wie etwa Karel Pařík. Königsbergers Aufnahmen dokumentieren die Entwicklung der einst bettelarmen Stadt zu einer modernen Stadt, sodass sie heute als historisch wertvoll gelten.
Königsberger verblieb bis 1903 in Sarajevo und zog dann nach Meran. Sein Grab liegt auf dem jüdischen Friedhof in Meran.

## Auszeichnungen
- 1882 Silbermedaille auf der Triester Ausstellung für Fotografie.[3]

## Galerie

Aufnahmen von Sarajevo aus den Jahren 1880 und 1890.
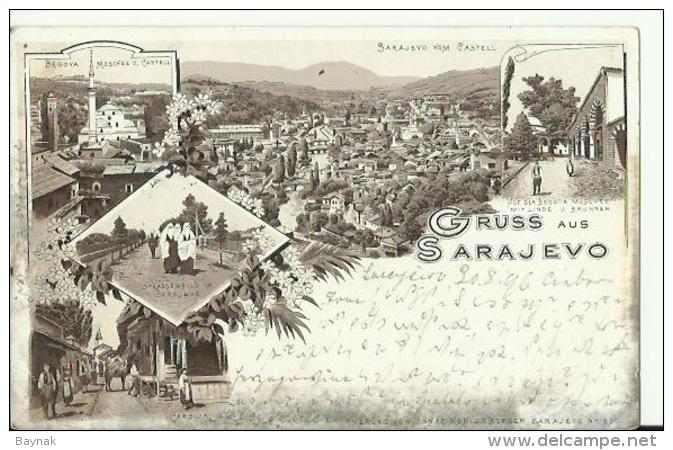
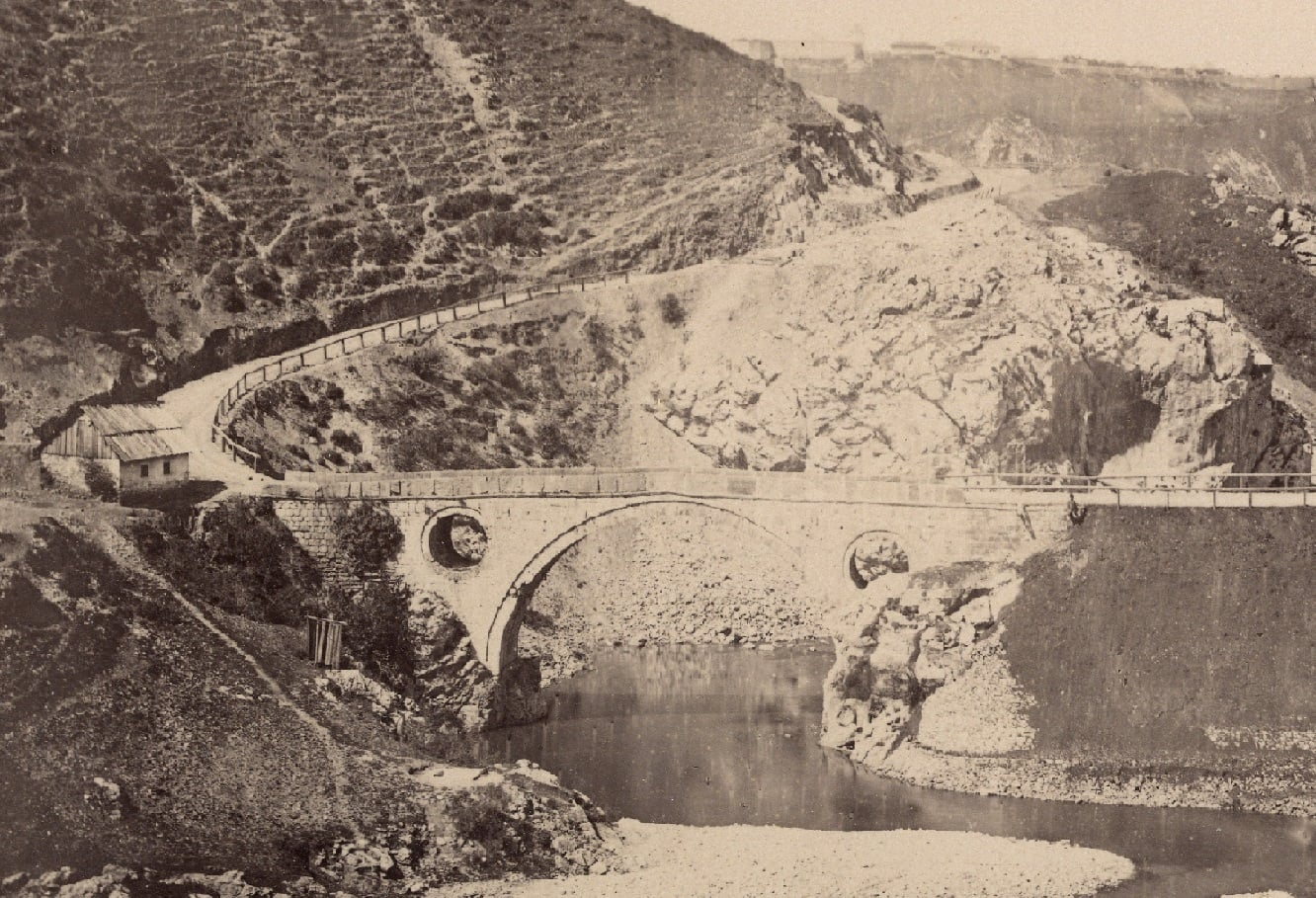
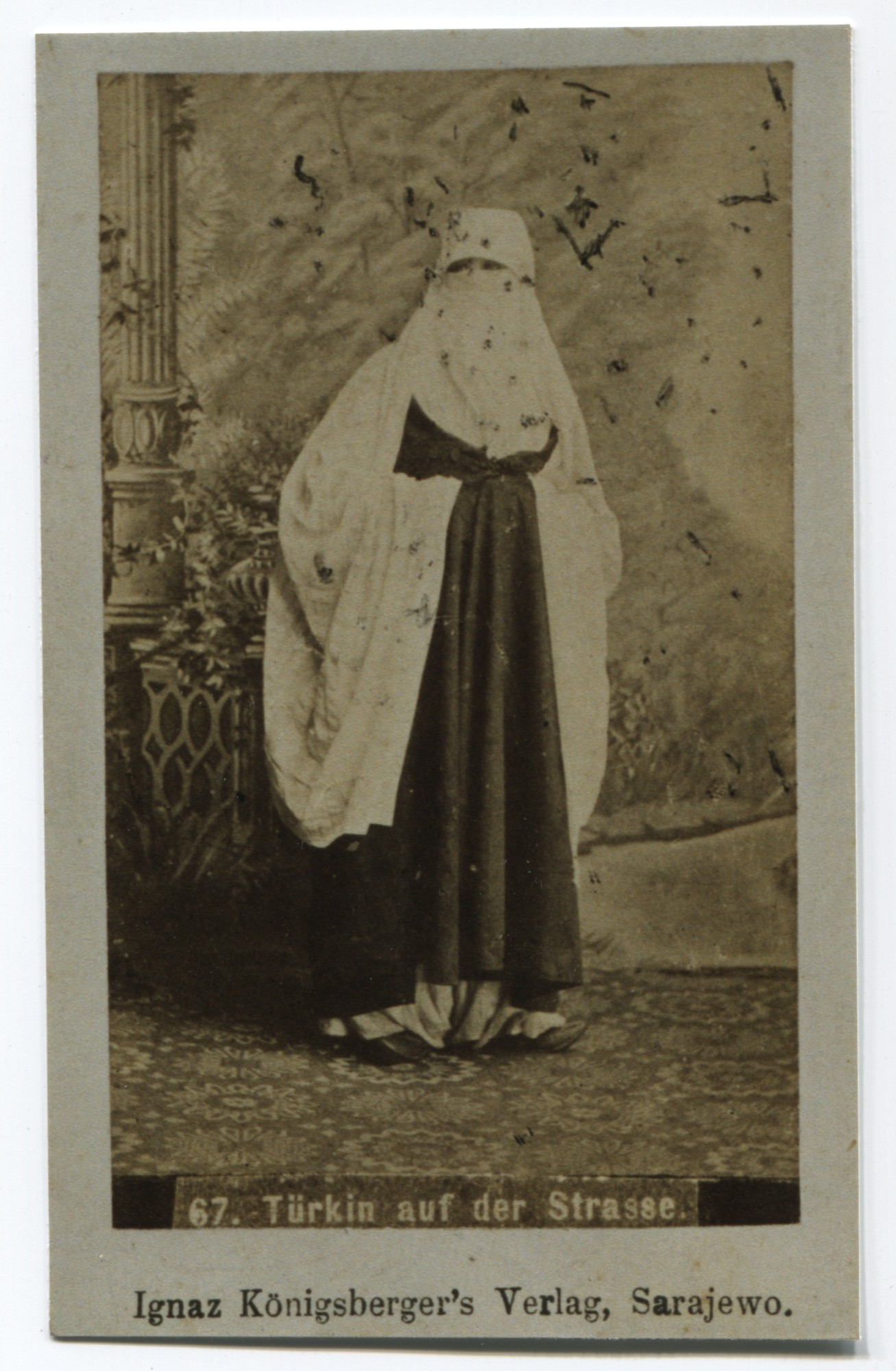
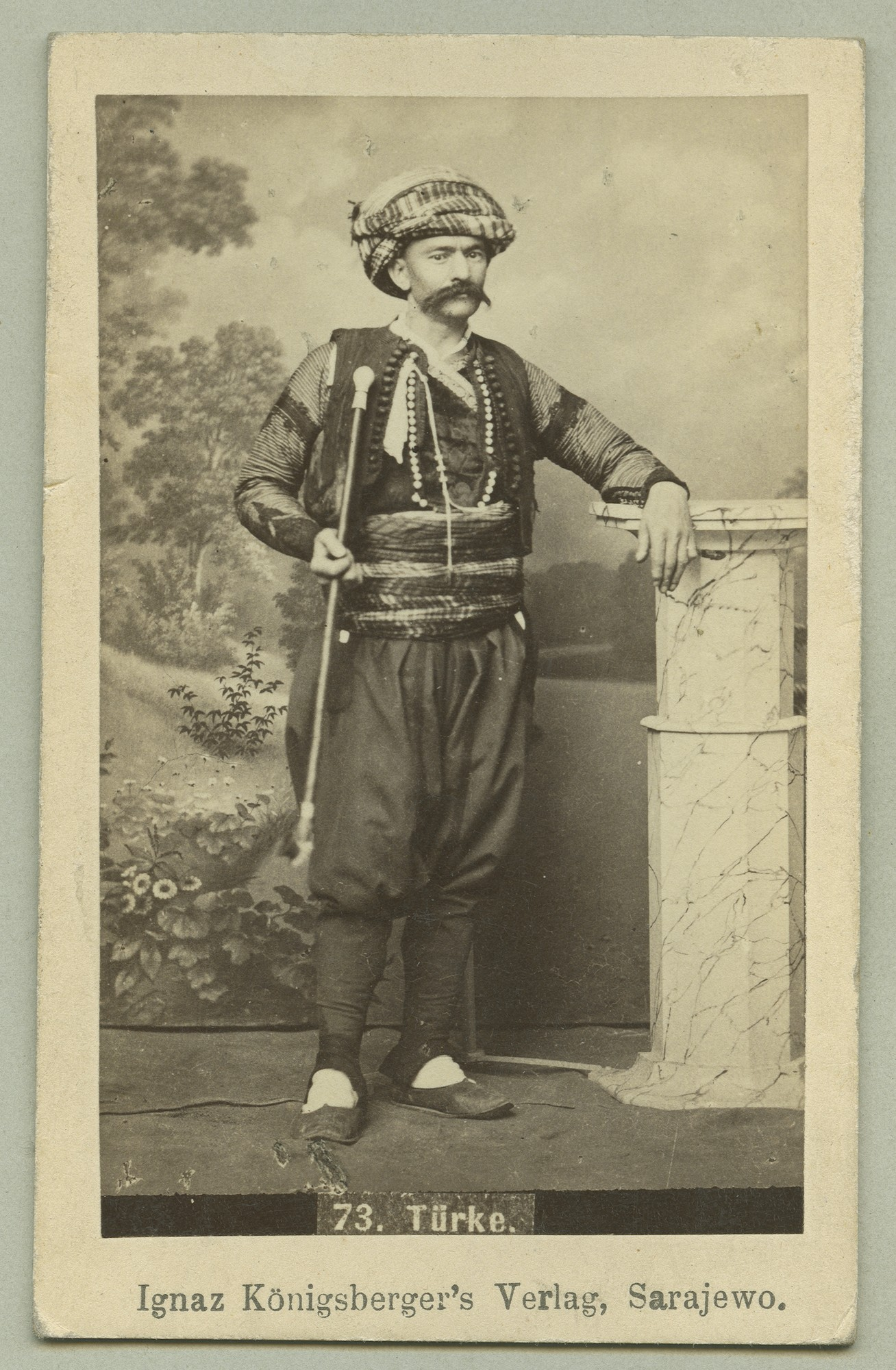
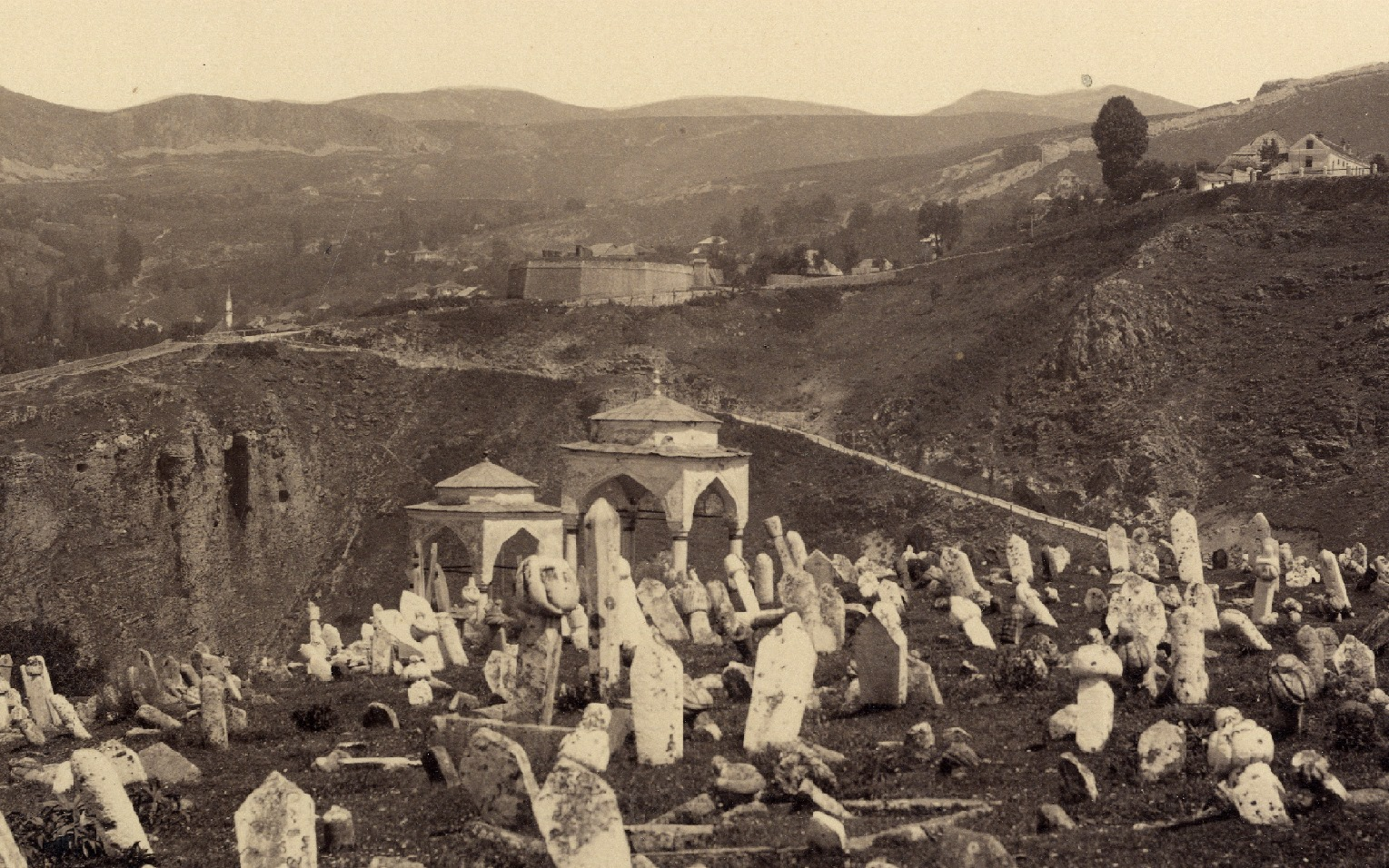
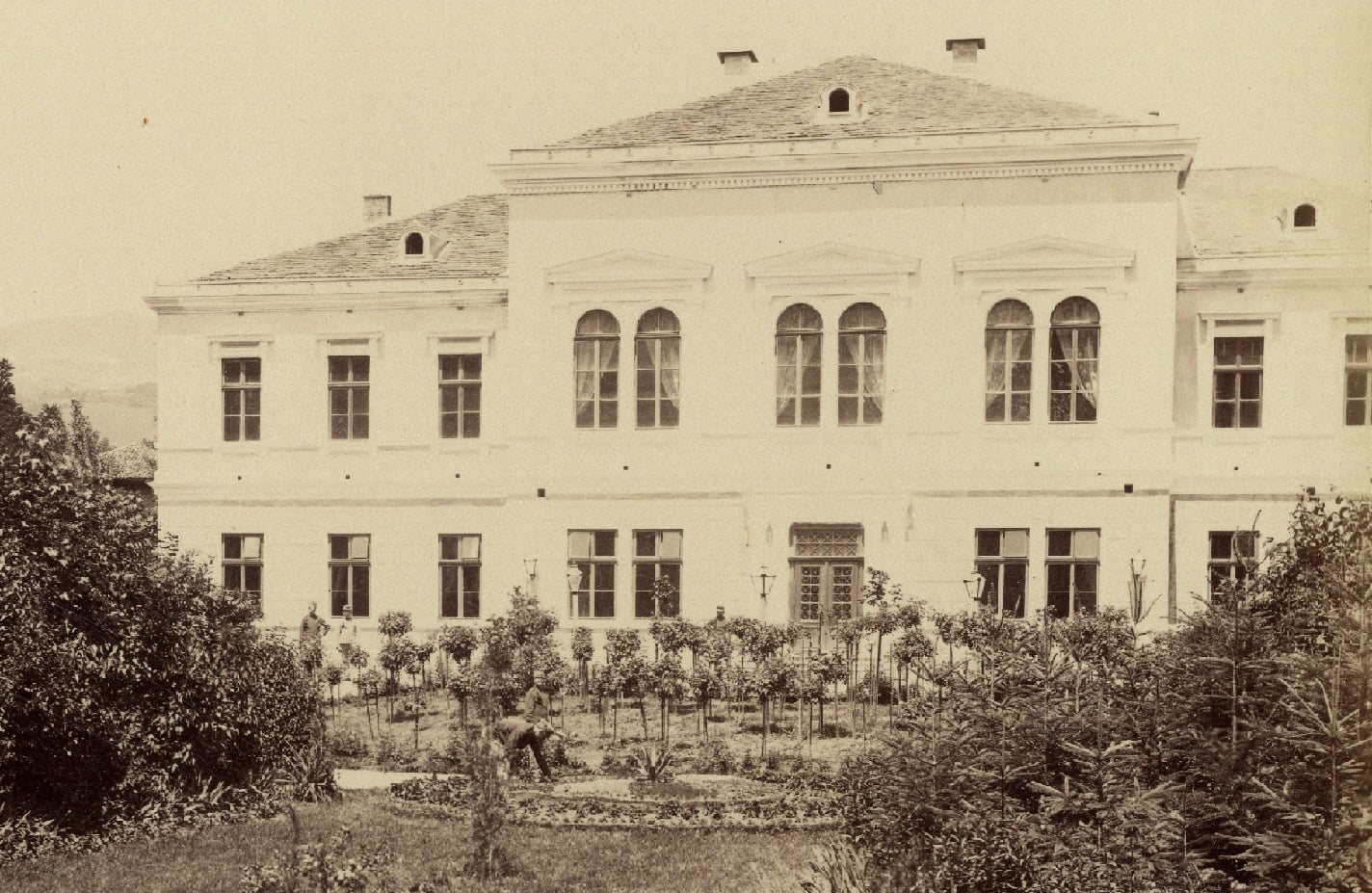
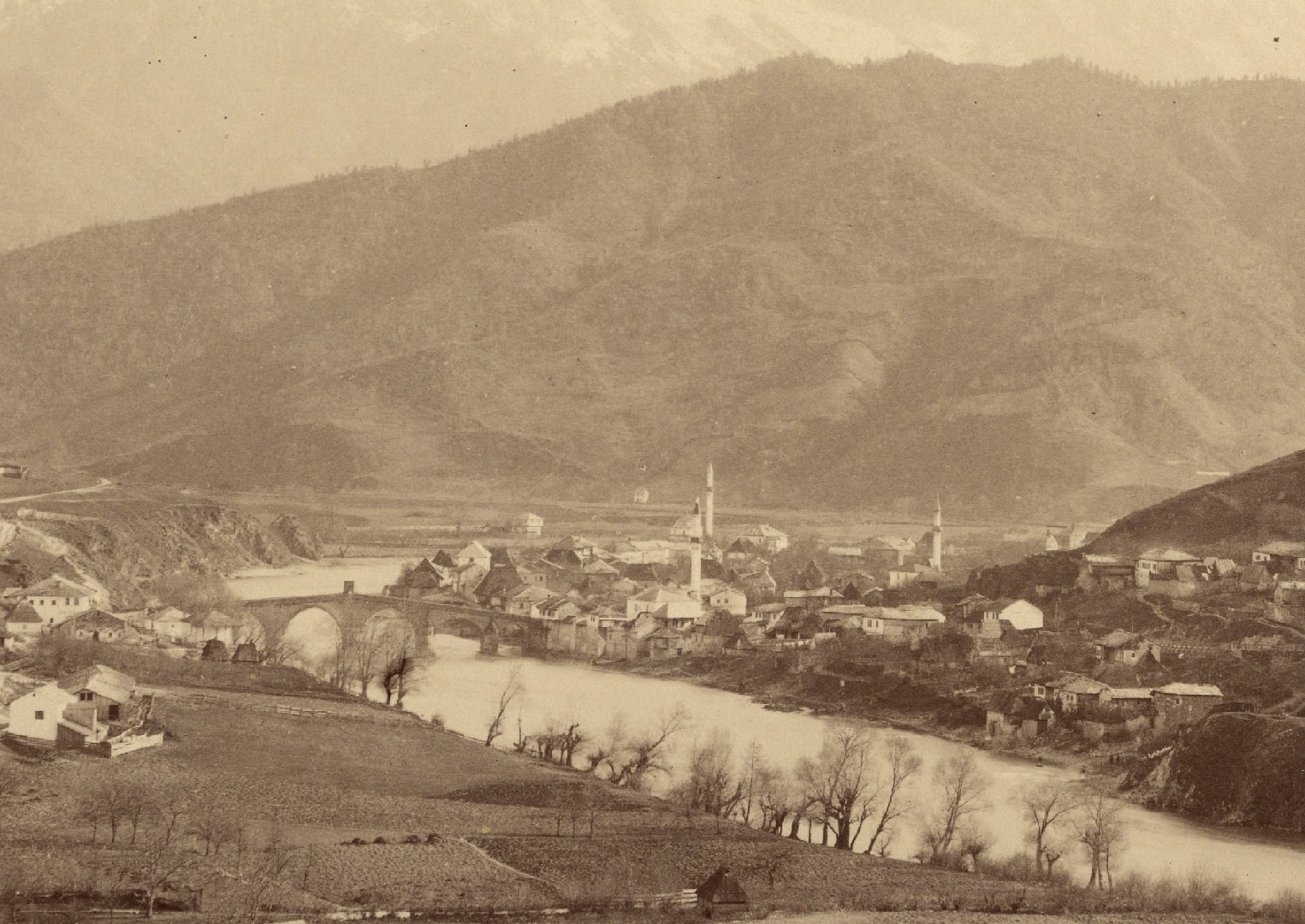
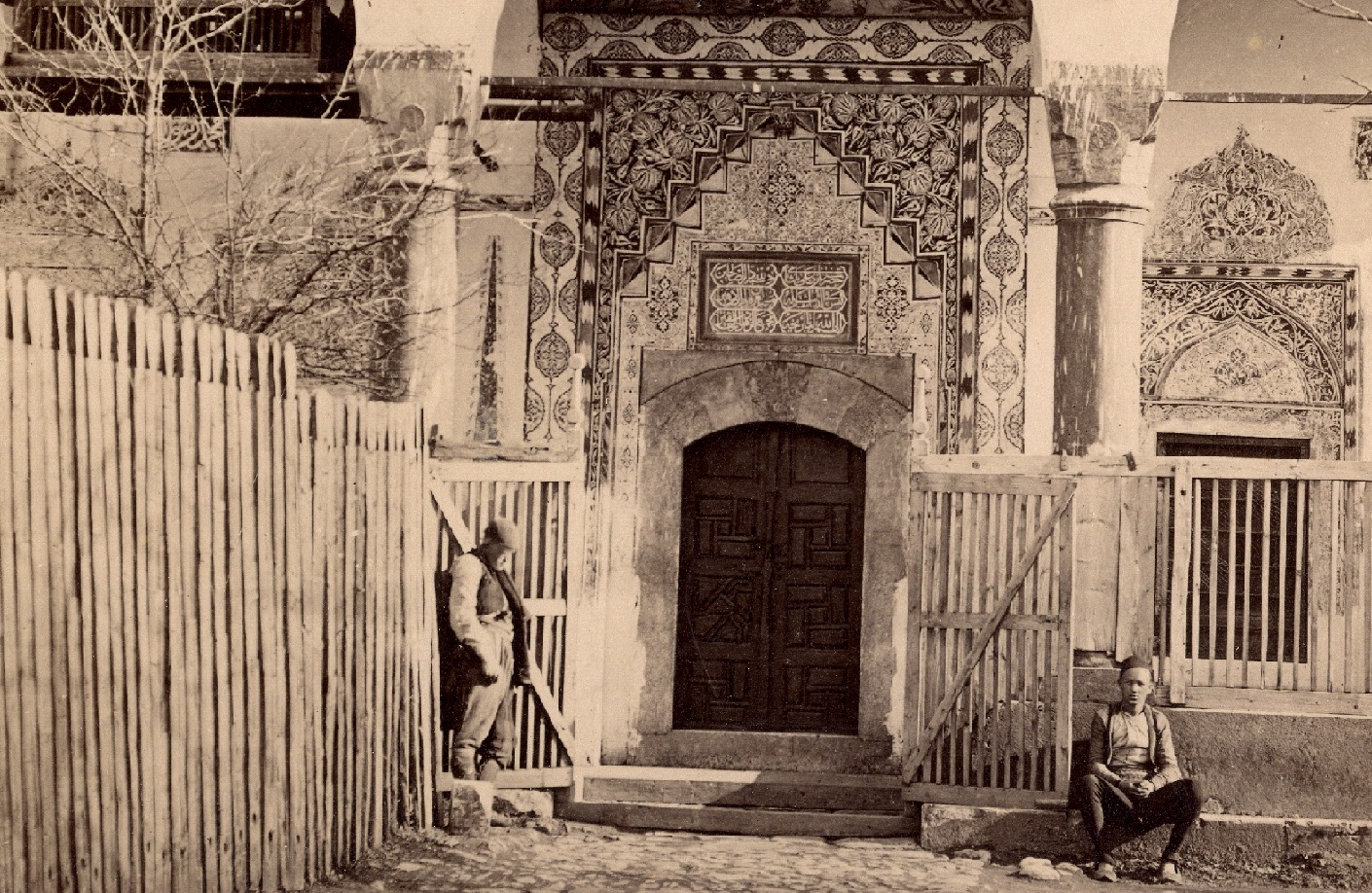